# アナハイム・エレクトロニクス

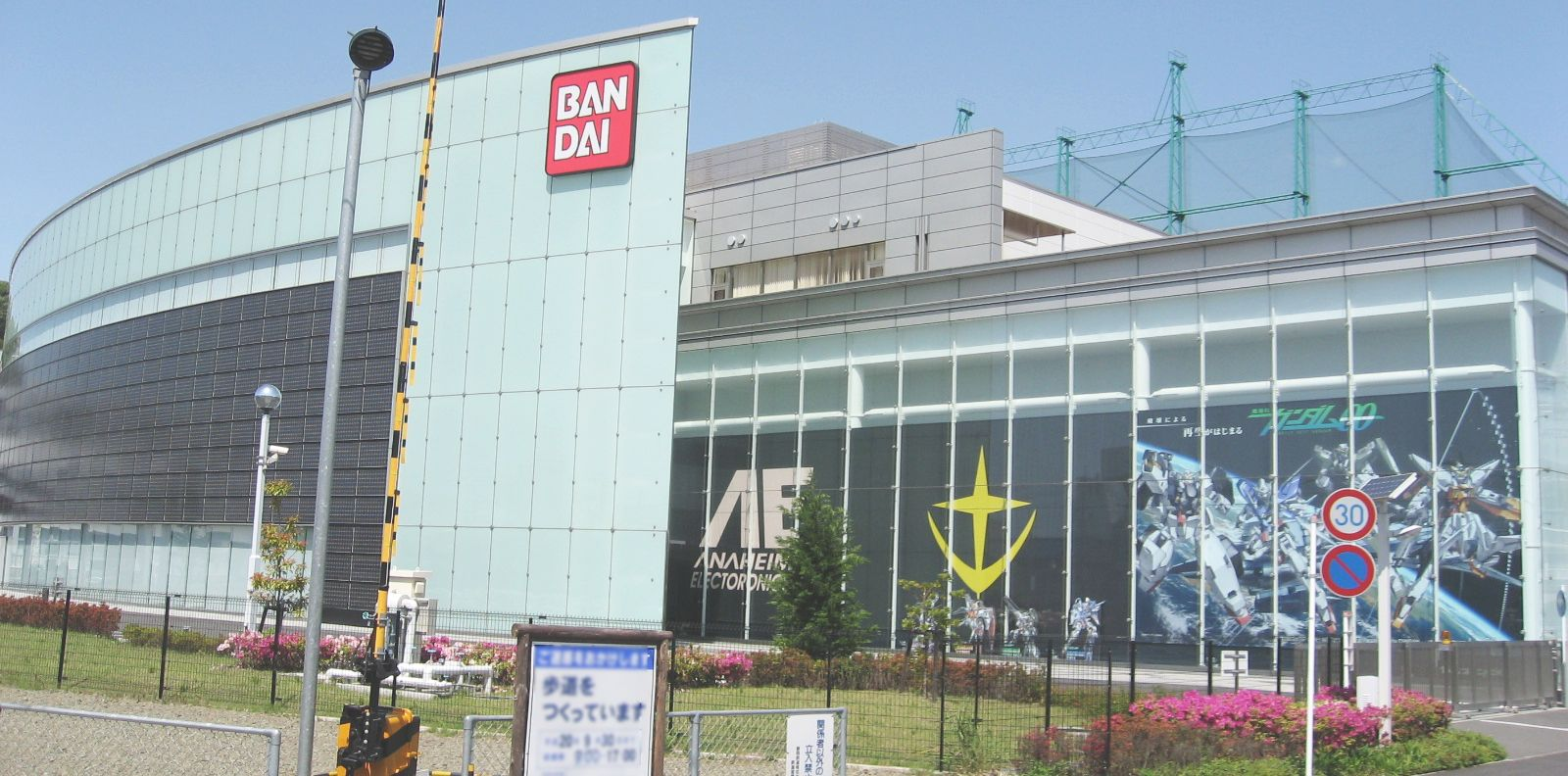
静岡市葵区のバンダイホビーセンター外観。中央に「アナハイム・エレクトロニクス社」のロゴが見える。

アナハイム・エレクトロニクス (ANAHEIM ELECTRONICS, AE) は、アニメ作品群『ガンダムシリーズ』のうち、宇宙世紀を舞台とした作品に登場する、架空の企業。

## 企業の概要
電子・電気機器の製造販売を中心とする軍産複合体である。月を主な拠点として一般家電製品の製造で業績を上げるが、一年戦争を契機として本格的に軍需産業分野にも乗り出し、地球連邦軍に対しての電子機器の開発、さらにはモビルスーツ（MS）本体や宇宙艦船の開発、量産までをもおこなうようにもなる（詳しい経緯については#社歴を参照）。
その業務は、MSに代表される軍需産業だけでなく、民間向けの重工業製品、金融、娯楽、飲食、出版、報道など多岐にわたり、その事業規模もあって地球圏の経済に多大な影響力を有する。さらに、その根拠地である月を実質的に支配しており、政治面に対しても大きな影響力がある。
キャッチフレーズは「スプーンから宇宙戦艦まで」。
グリプス戦役以降に開発される連邦軍のMSなどの兵器は、ほとんどAE社がその開発または生産に携わっている。そのうえ、工場別の独立採算制を隠れ蓑にして一部の部署はネオ・ジオンやエゥーゴなどの反連邦組織からも依頼を受け、MSを製造していることから、「死の商人」などと人々から嫌悪の対象としてみられることもある。このような経営方針に関してAE社が連邦政府から咎められずに済んでいる理由として、盟友である“ビスト財団”と同財団の隠匿する「ラプラスの箱」の存在がある。しかし、宇宙世紀0096年のラプラス事変によって「ラプラスの箱」が開示されたことでその庇護を失う。さらに宇宙世紀0111年に次期主力機コンペティションにおいてサナリィに敗北したことを境として、以降はMS開発の主導権を奪われることとなる。これ以降、技術力においてもサナリィの後塵を拝し続けている。

### 実在企業（名）との関連
アメリカではカリフォルニア州オレンジ郡アナハイムに同名企業が実在するほか、日本にも同名企業が複数実在する（有限会社や株式会社など業態や業務は様々であり、宮城県・神奈川県・静岡県などに所在する）。
2019年1月に実物大ガンダム立像のイベント工事費詐取容疑によるバンダイ元社員の逮捕が報道された際には、TwitterなどでAE社に言及する人が続出してトレンド入りする珍事が起こっている。

## 社歴

### 一年戦争以前
もともとは北米に本社を置く中規模家電メーカーであるが、サイアム・マーキス（のちにビスト家に婿入り）の働きで特許を取得したことを契機に急成長し、月面都市グラナダに本社を構える巨大企業に発展する。

### 一年戦争時代
一年戦争以前から地球連邦軍からの兵器受注額ではトップを占めていたという資料もあるが、『モビルスーツバリエーション』当時の資料によれば、一年戦争以前から地球連邦軍の兵器発注の大半を請け負っていたのは「ヴィックウェリントン社」であるとされ、設定に矛盾が生じている。
スマートフォンゲームアプリ『機動戦士ガンダム U.C. ENGAGE』のイベント「アムロシャアモード」では、地球圏に帰還した直後のクワトロ・バジーナがグラナダ支部を訪れる際に、厄介な敵（連邦軍）のMSを開発していた技術者たちが、今度はわれわれのMSを開発することになるのはなかなか愉快な話だ、と述べている。
バンダイ発行の書籍『ENTERTAINMENT BIBLE.1 機動戦士ガンダム MS大図鑑1 一年戦争編』によれば、ジオン公国占領下のグラナダではザクIIバリエーションの設計・生産も行っていたとされる。また、小説版『ジオニックフロント 機動戦士ガンダム0079』においては、AE社の製品が連邦・ジオンの両陣営においてありふれたものとして描かれている。ソフトウェアもほとんど同じものが使用されている模様。
一年戦争時に月のフォン・ブラウン市が中立都市として独立を保てたのは、AE社の拠点が同市にあるためジオンですら容易に手が出せなかったためとも言われている。

### 一年戦争終結後
戦後、解体されたジオニック社の関連技術者や研究施設などを吸収してグラナダ支社と第2研究事業部を設立、このためグラナダ支社は元ジオンの軍人・研究者が多くを占め、後のシャアのネオ・ジオンへの軍備整備を行う等の半独立した存在となる。この他、ハービック社やボウワ社、ブラッシュ社など両軍の主要兵器企業を次々に買収し、地球圏の兵器開発・製造業をほぼ独占するに至った。月面にあるフォン・ブラウン市郊外に建てた自社ビルであるアナハイム・ビルのほか、同じく月面に所在するリバモア工場など、多数の工場を保有したうえ、宇宙世紀0080年代にはラビアンローズという研究開発施設兼自走ドック艦を建造している。
この企業が歴史の表舞台に登場するようになるのは宇宙世紀0080年代に入ってからで、先述の企業買収を経て、MS開発・製造中心に経営をシフトしたことが大きい。宇宙世紀0083年には地球連邦軍主導で「ガンダム開発計画」をスタートし、4機のガンダムタイプMSを開発している。しかし、同時に起きた「デラーズ紛争」（OVA『機動戦士ガンダム0083 STARDUST MEMORY』）により計画自体が「初めから無かった事」として抹消されてしまったため、開発された機体も公表されることなく闇に葬られた。開発データは後の「Ζ計画」に生かされたが事件の余波は大きく、企業の存続さえ危ぶまれる事態に陥ったという。

### グリプス戦役への関与（『機動戦士Ζガンダム』）
宇宙世紀0087年のグリプス戦役ではエゥーゴにメインスポンサーとして出資するとともに、主だったMS・艦船を供給する一方で、対立する勢力ティターンズにもマラサイなどの兵器を供給し戦争を煽って利益を生み出していた。特にグリプス戦役以降、MSのコックピットのシェアに関しては、勢力を問わずほぼ全てが同社の製品だったといわれている。
ジオン系企業を吸収し本社を月面のフォン・ブラウン市郊外に置くなどした結果、AE社にはスペースノイドの権益を代表する企業になってしまったという側面がある。そのためスペースノイドが連邦軍に影響を与えることを問題視するティターンズはAE社を連邦軍から排除するために純粋な連邦系技術を用いたガンダムMk-IIなどの主力MS開発計画を推し進めた。連邦軍から排除されることはAE社のような企業として死活問題であり、そのようなティターンズの活動を阻止するために、リック・ディアスの供与、エゥーゴの旗機となりうる先進MSの共同開発計画「Ζ計画」などエゥーゴに対して積極的な支援を行った。つまりAE社とティターンズは本質的に相容れない存在であり、兵器供与などは戦争を煽ると言うより時間稼ぎのための政治工作に過ぎなかったとする見方もある。AE社会長メラニー・ヒュー・カーバインは表立って行動することがほとんどなかったが、アクシズのハマーン・カーンとの直接交渉では唯一陣頭指揮をとった。
そうした状況のAE社にとって僥倖となったのが、エゥーゴがグリーン・ノアでテスト中だったガンダムMk-II3機の捕獲に成功したことである。うち1機を研究用として入手したことで同機の優れたムーバブルフレーム技術がもたらされ、さらに同時にエゥーゴに身を投じた少年カミーユ・ビダンによる革新的なアイデアを得て、「Ζ計画」は傑作可変MS・Ζガンダムを完成させた。その活躍はティターンズを壊滅に追いやると共に、技術的優位性やエゥーゴとの蜜月関係により、以後同社が長期に渡りMS市場における大きなアドバンテージを得る基礎を築き上げることとなった。
一方で、エゥーゴが強奪した機体を返却をさせなかった上に手厚いサポートを行った結果ティターンズから反感を買い、その火消しのためにエゥーゴ向けに開発されていたマラサイ等がティターンズに供給される形となった。以降、地球連邦軍であるティターンズのMSデザインにおいてガンダムタイプ、ジムタイプ等がいないのはこの時点で供給機体が入れ替わってしまったことが原因である。
なお、後に公開された劇場版『機動戦士Ζガンダム A New Translation -星を継ぐ者-』においては、カミーユが奪取したガンダムMk-IIを発進させる際に、モニターにAE社のロゴともとれるスプラッシュ画面が登場するような描写が追加され、前述のとおりコックピットシステムに同社の製品を使用していることを裏付けるような描写となっている。また、Ζガンダムの開発においても、TV版でみられたカミーユの革新的なアイデアという描写が希薄になっており、そもそもカミーユのガンダムMk-II強奪云々とは別の次元ですでにΖ計画が動いていたとも受け取れる描写となっている｡
また同時期を描いたと思われるゲームブック『Gの影忍 太陽系の秘宝』においては、デギン・ザビの遺産を巡る戦いの中で、ハマーン傘下の外道衆に大量の新型MSを提供している。これにより数が頼みのMS忍者でしかなかった外道衆は、連邦やシャアの戦力では対抗できない規模にまで強大化したという。

### 第一次ネオ・ジオン抗争への関与（『機動戦士ガンダムΖΖ』）
エゥーゴ主導となった地球連邦軍に対し、引き続きΖΖガンダムやSガンダムをはじめとするMS・艦船を供給している。一方でハマーン・カーン主導のネオ・ジオンに対しても、裏取引の形で少数ではあるがMSが引き渡されている。エゥーゴと連邦側のみならず、ネオ・ジオン側に引き渡されたMSも後の時代に転用や改良を続けられている。
ジオン共和国にもエゥーゴ向けのリック・ディアスの改良機のシュツルム・ディアスが提供されているなど、ネオ・ジオン陣営の中でもアクシズとは別の組織に納入されているMSもある。

### 第二次ネオ・ジオン抗争への関与（『機動戦士ガンダム 逆襲のシャア』）
宇宙世紀0093年頃に起こった「シャアの反乱」(第二次ネオ・ジオン抗争)では、地球連邦軍と新生ネオ・ジオンの両陣営へMSを供与している。劇中に登場するνガンダムやジェガンなどロンド・ベル隊のMSの生産はフォン・ブラウン工場が、サザビーやギラ・ドーガなどのネオ・ジオン側MSの製造はグラナダ工場が担当している。月の表と裏に位置するフォン・ブラウン工場とグラナダ工場は、同じAE社傘下の工場でありながらまったくの別会社だった為、工場に勤務している社員でも敵方のMS製造工場については知らなかったのである。劇中でチェーン・アギがアムロ・レイに「ネオ・ジオンのモビルスーツも建造している」と主張し、それを聞いたアムロはAE社フォン・ブラウン工場勤務のオクトバー・サランに本当かどうかを聞いたが「自分たち技術部門は違う」と否定されている。また小説版ではアムロがνガンダムの建造をAE社が担当すると聞いて「あの巨大会社は死の商人であり、ネオ・ジオンの装備を製造している嫌疑もある」と語っていた。一方で、ネオ・ジオン総帥シャア・アズナブルはアムロと互角の性能のMS同士で決着を付ける事を望み、AE社を介してサイコフレームの技術を流出させνガンダムに搭載させている。

### ラプラス事変の関与（『機動戦士ガンダムUC』）
「シャアの反乱」の終結後、宇宙世紀0100年を契機にサイド3が完全に自治権を放棄することが決定される。これによる反連邦組織の弱体化により、AE社のビジネスモデルが成立しにくくなるが、連邦軍内で大規模な軍の再編計画、通称「UC計画」のためにフル・サイコフレーム搭載の新型MSユニコーンガンダムを開発しつつ、同計画で掃討対象となる「袖付き」にも機動兵器を提供することで、業績を延命させている。その他、生産性に優れる連邦軍用可変MSの開発も進めている。
なおこの時期、メラニー・ヒュー・カーバイン会長引退によって、会長一族に嫁いだマーサ・ビスト・カーバインが社内での影響力を強め、社の運営にまで口をはさむ専横ぶりを見せるも、宇宙世紀0096年にはラプラス事変を拡大させた責を問われ、ロンド・ベルに身柄を拘束されたことで、その権威は失墜している。

### マフティー動乱への関与（『機動戦士ガンダム 閃光のハサウェイ』）
宇宙世紀0105年に起きた「マフティー動乱」において、地球連邦軍にAE社製の最新鋭MSペーネロペーを投入している。
実は秘密裏に反地球連邦組織マフティー・ナビーユ・エリンからの発注依頼を受けΞガンダムを製造、引き渡していた。アデレートの戦闘後回収されたΞガンダムの機体には製造元を示す手がかりはまったく残されておらず、この件でAE社が公的な追及を受けることはなかったと思われる。しかし、この時代に連邦軍最新鋭MSと互角の機体を新規開発できる組織はAE社以外には存在しないため、同社製の機体であることをブライト・ノア大佐は看破していた。
以上のように、宇宙世紀0083年以降、MS開発で最先端を走り続けたAE社は更なるMS大型化の潮流を作り出そうとするなど、その興隆はある意味で頂点に達する。しかしこの時期を境に、兵器の需要は減り、一社独占に近い状態ゆえ技術革新も停滞していくこととなる。

### 小型モビルスーツ開発への遅れ（『機動戦士ガンダムF91』）
宇宙世紀0100年代に入った頃にはビスト財団による庇護の消失、カリスマ性を持つ幹部の不在、MS産業の独占状態を危惧する連邦政府・軍の影響増大などにより、軍需面でのAE社の力が低下しはじめる。加えて当該時代には大きな戦乱がなくなったことにより兵器類の調達数・予算額は減少していたため、MS生産自体が鈍化していくことになる。AE社としても新機種の開発が活発には行われず、既存機種の受注生産が10年近く続いていく。
平時が長く続いたこともあり、宇宙世紀0100年代末には連邦軍からMSの小型化要求を受けてRGM-109 ヘビーガンを開発するものの、既存技術の焼き直しであったため軍の要求性能を満たせずに終わる。そして宇宙世紀0111年、地球連邦軍の次期主力機コンペティションにおいて、AE社が提出したMSA-0120は、サナリィ開発のガンダムF90に完敗してしまう。以後、連邦軍のMS開発の主導権はサナリィへと移ることとなり、AE社では量産機の受注・生産を続けていくものの先進技術を搭載した高性能機は開発されることがなくなっている。
次期主力MSの競合において敗れただけでなく、サナリィが開発したガンダムF90やF91に関する情報には、AEの技術者たちは圧倒されることとなる。これは一年戦争以降のMS、特に地球連邦製MSの象徴であるガンダムタイプを製作してきたAEにとって、耐え難い屈辱となる。そこでAE社は宇宙世紀0112年にMS開発の失地回復を狙い、サナリィからの技術盗用による、非合法活動を含む新型MS開発計画「シルエットフォーミュラプロジェクト」を発動。プロジェクトの成果によりクローン版F91とも呼べるシルエットガンダム、更にアナハイム・ガンダムの集大成であるネオガンダムの開発に成功したことで、第2期モビルスーツの技術の補完に成功する。
そして新たに開発したRGM-119 ジェムズガン・RGM-122 ジャベリンは、連邦軍の次期主力MSとして正式採用される。これはサナリィが大規模工場をもたないことなども理由となっている。在来機に代わるジェムズガン・ジャベリンの機種配備は宇宙世紀0120年代初め頃から行われたものの、開発の遅れなどによりコスモバビロニア建国戦争には実質的に参戦することはできていない。

### ザンスカール戦争時のMS生産状況（『機動戦士Vガンダム』）
AE社は一年戦争後にMS生産の主導権を掌握して、その後のMS開発を一手に担っていた。その事による功績や利点も数多くあったが、この状況を懸念する勢力が連邦軍内部、他メーカー、MS産業業界全体に存在していた。生産の独占による各種装備の規格統一化は、AE社がMS産業を掌握していた功績の筆頭に挙げられるが、そのことによる関連業種の一極集中が現実に起きており、AE社の系列ばかりが利益を独占するという状況は健全な経済状態とは言えなかった。そのため、産業界全体の要望を受ける形で、連邦軍はサナリィの設立をはじめとしたMS産業全体のリストラクションを画策した。
連邦軍からMS産業全体のリストラクションを受け、AE社側では連邦軍の兵器受注の最大手であることを維持しながら、周辺企業へのOEM供給や対抗企業との共存共栄の道を模索し始める変化が見られた。当時、MSの総生産台数が減少していたうえ、このままMS産業自体を壊滅させてしまっては元も子もないからである。この動きはMS産業界全体にも波及し、生産設備や設計の特徴の平均化と並行して、開発拠点の分散化が推進された。結果、単純にMSの生産メーカーを特定できないということのみならず、ゲリラ的な戦力調達が可能になってしまい、クロスボーン・バンガードの決起やザンスカール帝国の勃興に大きく寄与する結果を招いてしまった。
宇宙世紀0153年に登場するMSは上述の事情もあり、その背景とする開発企業が特定しにくいものとなっている。また、宇宙世紀0100年以降はMS生産台数自体が鈍化していたこと、宇宙世紀0130年台以降はAE社による寡占状態の解消とも関連があると言われている。この時代のAE社は、引き続きジェムズガンやジャベリンを地球連邦軍へ供給していたため兵器部門の生産ラインは維持されている。ただし、宇宙世紀0150年代においてはこの両機はすでに旧型の小型MSであり、サナリィの流れを汲む最新技術を導入したベスパのMSの前では力の差は歴然としていた。
なお同時代では、Vガンダムシリーズを始めとするリガ・ミリティア製MSの開発、製造プロジェクト「V計画」に関与しているが、こちらではAE社は主体的な立場にはなく、技術協力や生産などを担ったに過ぎない。
その他、小説版『Vガンダム』ではジャベリンの後継機であるジェイブスが、一部のパイロットに配備されている。

### その他作品での登場

#### ミノフスキー・ドライブ技術の盗用と失敗（漫画『機動戦士クロスボーン・ガンダム 鋼鉄の7人』）
漫画『機動戦士クロスボーン・ガンダム 鋼鉄の7人』では、AE社が宇宙世紀0130年代においてもサナリィからの技術盗用をおこなっていたとされる。
本作では、木星戦役のさなかに自爆したマザー・バンガードの“光の帆”であるミノフスキー・ドライブ・ユニットを、AE社がひそかに回収している。しかしながら、AE社にはこのミノフスキー・ドライブ・ユニット自体を再生産する技術力が無かったため、マザー・バンガードの“帆”を巨大な“光の翼”として流用し、制御用のMSを接続した実験機「スピードキング」としてロールアウトさせる。だがその虎の子の実験機でさえなおも、周回軌道上での機動テストで制御不能となってしまい地球に墜落する有り様であった。

#### 一年戦争以前から、地球連邦軍のMSを開発（漫画・アニメ『機動戦士ガンダム THE ORIGIN』）
漫画・アニメ『機動戦士ガンダム THE ORIGIN』では、AE社が一年戦争開戦以前から地球連邦軍のMS開発を担当しており、テム・レイは同社のMS開発部長としてガンキャノン、ガンダムの開発責任者を務めている。その後ジムに至るまで、各種派生型等を含めた連邦軍のMS開発はAE社が担っている。
また0071年頃、当時のチェルシー副社長がキャスバル・アルテイシア兄妹と共に地球に落ち延びていたジンバ・ラルの許を訪れ、ザビ家に対する武力蜂起への支援を打診している（ただし直後にジンバ・ラルがザビ家の刺客に暗殺されたため実現していない）。

#### 南洋同盟との敵対、独立国家タイタンズの建国宣言（漫画『機動戦士ガンダム サンダーボルト』）
漫画『機動戦士ガンダム サンダーボルト』では主人公の1人、ダリル・ローレンツがジオン軍から寝返り、新たに所属した南洋同盟から「世界に邪悪を撒き散らす元凶」、「祓うべき魔物達の巣窟」として最大であり、真の敵とされている。その為11巻で、南洋同盟のレヴァン・フウ僧正がダリルにソーラ・レイ・システムによってAE社を月ごと吹き飛ばす計画を明かしている。
討伐を悉く失敗し、サイド3への侵攻とコロニーレーザー奪取まで許した連邦軍では南洋同盟の行動を阻止できないと判断したAE社は、フォン・ブラウンを中心とした月面都市による独立国家タイタンズの建国を宣言。地球連邦軍と南洋同盟に対して宣戦布告する。

## 傘下企業
- アナハイムグループ
  - アナハイム・エレクトロニクス - 部門別に分社化し持ち株会社に
    - 家電部門 - パソコン、冷蔵庫、洗濯乾燥機、食器洗い乾燥機
    - 通信部門 - 地球圏の8割のシェアを占有する
    - 兵器部門
    - 地球支社：カリフォルニア支社、サイゴン支社
    - 月支社：フォン・ブラウン支社、グラナダ支社、イプシロン支社、アナハイム支社
      - 先進開発事業部、第2研究事業部、第3〜13開発局、ジオニック事業部、テクチニウム工場

    - コロニー支社：アイランド7支社、スイートウォーター工場、アナハイム中央技研
    - ラビアンローズ支社

  - AEハービック社
  - AEI・ソーラー - 太陽光発電の事業を一手に取り仕切る、グループ最多売上高を誇る巨大会社
  - AEI・建材工業 - プレハブからコロニーの隔壁まであらゆる建築を手がけている
  - AE・クレディ商事 - 貸付やローンを行っている金融会社
  - アナハイム・エンターテインメント

他グループ企業150社以上

## 企業ロゴ
アルファベットの「A」「E」を斜体で描いたものが用いられる。宇宙世紀0090年代後半には、これとは異なる下弦の三日月（弦側が右に来る三日月）の中にAEと描かれたロゴが社章となっている。

## 地球圏の関連施設
AE社の影響力は、経済・軍事の分野のみならず、いくつかの直轄領（会社統治領）を保有するまでに巨大なものである。直轄都市アナハイムをはじめ月面の各都市には支社が置かれており、フォン・ブラウンやグラナダなど大都市には中枢拠点を構える。これら以外にも月の裏側にはホラズム、イプシロン、テクネチウム、アンマンといった都市部支社、または工場を有している。
社有艦としては宇宙ドッグ艦ラビアンローズ（～宇宙世紀0089）があり、有事において移動可能な整備基地としての役割を果たしている。
また、AE社が管理・運営するコロニーとして「インダストリアル7」を有している。私設コロニーとしてはブッホ社の小型コロニー（島1号型）が知られるが、AE社のコロニーはそれより遥かに巨大な（島3号型）コロニーで、200万人もの人口を有している。コロニー内の施設、企業、商店などは全てアナハイム系企業で占められ、住民のほぼ大半はその関連の従業員である。
小説版『UC』では、さらにインダストリアル7と同規模のスペース・コロニーを複数運営しており、それらも含めて考えれば、さながら「巨大コロニー国家」とも言える規模を誇るとされている。また漫画『機動戦士ガンダム ヴァルプルギス』では、サイド2の社有コロニー「オリンポス」が登場する。

## 職員
括弧内は在籍が確認できる年。
- 本部
  - 会長：メラニー・ヒュー・カーバイン（宇宙世紀0085年）
  - CEO：メラニー・ヒュー・カーバイン（0083年）[26] / コウエル・J・ガバナン（0099年）[27][注 7]
  - 社長：コウエル・J・ガバナン（0079年）[28]
  - 副社長：チェルシー（0071年）[29] / ラウ（0111年[30] - 0112年没[注 8]）
  - 常務：オサリバン（0083年）
  - 重役[31]：アルベルト・ビスト（0096年）
  - 幹部（役職不明）：ウォン・リー（0087 - 0088年）
  - 役員[7]：サイアム・ビスト（0022年頃）
- 主計局
  - 次長：フークバルト・サマター（0090年）
- 技術開発部
  - ケン（0085年）[要出典]
  - M.ナガノ博士（0085 - 0087年）[要出典]
  - アレクサンドロ・ピウツスキ博士（0086 - 0087年）[要出典]
  - ゲルハルト・グルック博士（0086 - 0087年）[要出典]
  - オスカー・ライエル博士（0086 - 0087年）[要出典]
  - フジタ博士（0087 - 0088年）[要出典]
  - M.コバヤシ博士（0087 - 0088年）[要出典]
  - ソフィー・フェレル（0087 - 0088年）
  - レシル博士（0087 - 0088年）[要出典]
  - 開発部長：ルーカス・マイトナー（0087年）
  - ミリィ・チルダー（0088 - 0090年）
  - メッチャー・ムチャ（0088年には連邦軍に出向）
  - 研究員：メルツ・マーレス（0094 - 0096年）
  - 主任研究員：ロメロ・“野生馬（ムスタング）”・マラバル（0111 - 0115年） - MSA-0120およびGキャノンの設計に携わる[32]。
  - アイリス・オーランド（0123年）
- 製造部（フォン・ブラウン工場）
  - オクトバー・サラン（0093年）
- 装甲材質部門（グラナダ工場）
  - 部長：フランチェスカ・メレル（0089年）
  - 室長：レイモン・メキネス（0089年）
  - コバサン（0089年）
  - ヘイミル（0089年）
  - アーロン・テルジェフ（0096年）
- フォン・ブラウン支社リバモア工場
  - システム・エンジニア：ニナ・パープルトン（0083年）
  - システム・エンジニア：ルセット・オデビー（0083年）
  - ニック・オービル（0083年）
  - ポーラ・ギリッシュ（0083年）
- 第13開発局「ネオファリア」
  - ネイナ・ラフィット・ファルム（0083 - 0088年）
- ラビアンローズ
  - 所長：クレナ・ハクセル（0083年）
  - 艦長代理：エマリー・オンス（0088年）
- キャルフォルニアベース
  - 技術顧問：ジャック・レモンド[33]（0087年）

## 製品（兵器）

### 開発・製造モビルスーツ
- ライセンス生産（宇宙世紀0079年）
  - RGM-79 ジム
- ガンダム開発計画（宇宙世紀0081 - 0083年）
  - RX-78GP00 ガンダム試作0号機 ブロッサム
  - RX-78GP01 ガンダム試作1号機 ゼフィランサス
  - RX-78GP02A ガンダム試作2号機 サイサリス
  - RX-78GP03 ガンダム試作3号機 デンドロビウム
  - RX-78GP04G ガンダム試作4号機 ガーベラ
    - AGX-04 ガーベラ・テトラ

  - RX-78 MS00Z ガンダム開発試験0番機 エンゲージゼロ
- エゥーゴ用量産機（0085 - 0088年）
  - RMS-099 / MSA-099 リック・ディアス（開発コード：γ）
  - MSA-002 / RMS-108 マラサイ（政治的取引によりティターンズへ）
  - MSA-003 ネモ
- Ζ計画（0086 - 0088年、後継機を除く）
  - MSN-001 百式#デルタガンダム（開発コード：δ）
    - MSN-00100 百式
    - MSN-001A1 デルタプラス

  - MSA-005 メタス
    - MSA-005K ガンキャノン・ディテクター
    - MSA-005S メタス改

  - MSZ-006 Ζガンダム（開発コード：ζ）
    - MSZ-006A1ほか Ζプラス
    - MSZ-008 ΖII
      - RGZ-96 リゼル

    - RGZ-91 リ・ガズィ

  - MSZ-010 ΖΖガンダム（開発コード：θ）
  - MSA-0011 Sガンダム（開発コード：ι）
- その他アナハイム・ガンダム
  - エプシィガンダム（開発コード：ε）
  - MSZ-007 ΖレイピアI（開発コード：η）
  - MSA-014 Σガンダム（開発コード：κ）
  - MSA-0012 λガンダム（開発コード：λ）
  - RX-90 μガンダム（開発コード：μ）
  - RX-93 νガンダム（開発コード：ν）
- UC計画
  - MSN-06S シナンジュ /シナンジュ・スタイン
  - RGM-96X ジェスタ
  - RX-0 1号機 ユニコーン / 2号機 バンシィ/3号機 フェネクス
- 第5世代MS
  - RX-104 オデュッセウスガンダム/RX-104FF ペーネロペー
  - RX-105 Ξガンダム （ξガンダム）
- シルエットフォーミュラプロジェクト
  - RXF-91 シルエットガンダム/RXF91A シルエットガンダム改
  - RX-99 ネオガンダム
  - F71B Gキャノン・マグナ
  - RGM-111 ハーディガン
- 量産機
  - MSA-007 ネロ
  - RGM-86R ジムIII
  - RGM-89 ジェガン
  - RGM-109 ヘビーガン
  - F71 Gキャノン
  - RGM-119 ジェムズガン
  - RGM-122 ジャベリン
- ネオ・ジオン外注機体群
  - AMS-119 ギラ・ドーガ
  - AMS-129 ギラ・ズール
  - MSN-03 ヤクト・ドーガ
  - MSN-04 サザビー
  - NZ-666 クシャトリヤ
- その他の機体群
  - MSF-007 ガンダムMk-III
  - RX-110 ゾーリン・ソール
  - MSA-0120

### 艦船その他の兵器
AEハービック社製などは除く。
- FXA-05D Gディフェンサー
- FXA-08R メガライダー
- MSC-07 アルビオン
- ラビアンローズ級ドック艦
- アーガマ級強襲巡洋艦
- ネェル・アーガマ級戦艦

## 設定の変遷
- かつてはアナハイム・グループの電子機器及び兵器産業部門とされていたが、講談社発行の書籍『機動戦士ガンダム 公式百科事典 GUNDAM OFFICIALS』やエンターブレイン発行の書籍『機動戦士ガンダム公式設定集 アナハイムジャーナル』では、アナハイム・エレクトロニクス社自体を総合メーカーとして紹介している。アナハイム・グループの存在は、『機動戦士Ζガンダム』『機動戦士ガンダム0083 STARDUST MEMORY』両作品の小説版に記述されている。